# Wiscasset
Wiscasset ist eine Town im Lincoln County des Bundesstaates Maine in den Vereinigten Staaten. Im Jahr 2020 lebten dort 3742 Einwohner in 1829 Haushalten auf einer Fläche von 71,64 km². Wiscasset ist die Shire Town des Lincoln Countys.

## Geographie
Nach dem United States Census Bureau hat Wiscasset eine Gesamtfläche von 71,64 km², von der 63,79 km² Land sind und 7,85 km² aus Gewässern bestehen.

### Geografische Lage
Wiscasset liegt im Südwesten des Lincoln Countys am Kennebec River und grenzt an das Sagadahoc County im Westen an. Entlang der östlichen Grenze von Wiscasset verlaufen in südliche Richtung der Sheepscott River und der Black River. Im Westen liegt der Gardiner Pond. Die Oberfläche ist eben, ohne nennenswerte Erhebungen.

### Nachbargemeinden
Alle Entfernungen sind als Luftlinien zwischen den offiziellen Koordinaten der Orte aus der Volkszählung 2010 angegeben.
- Norden: Alna, 10,5 km
- Nordosten: Newcastle, 10,6 km
- Osten: Edgecomb, 7,0 km
- Südosten: Westport Island, 11,4 km
- Südwesten: Woolwich, Sagadahoc Count, 8,9 km
- Westen: Dresden, 8,8 km

### Stadtgliederung
In Wiscasset gibt es zwei Siedlungsgebiete: Sheepscot und Wiscasset.

### Klima
Die mittlere Durchschnittstemperatur in Wiscasset liegt zwischen −6,8 °C (20 °Fahrenheit) im Januar und 20,6 °C (69 °Fahrenheit) im Juli. Damit ist der Ort gegenüber dem langjährigen Mittel der USA um etwa 6 Grad kühler. Die Schneefälle zwischen Oktober und Mai liegen mit bis zu zweieinhalb Metern mehr als doppelt so hoch wie die mittlere Schneehöhe in den USA; die tägliche Sonnenscheindauer liegt am unteren Rand des Wertespektrums der USA.

## Geschichte
Die ersten europäischen Siedler, die sich um 1600 in Wiscasset niederließen, waren George und John Davie, die Land, welches das Gebiet des heutigen Village Wiscasset umfasste, von Indianern kauften. Dort errichteten sie mit Helfern mehrere Gebäude und bereiteten Land für weitere Siedler vor. Infolge des King Philip’s Wars wurde Wiscasset 1675 aufgegeben, die Bewohner flohen in andere Gegenden und erst im Jahr 1730 kehrte mit Robert Hooper und seiner Familie ein Siedler zurück. Bis zum Jahr 1740 stieg die Zahl der Familien auf 30 an.
Wiscasset gehörte zunächst zu Pownalboro, wie auch Alna, Dresden und Perkins. Bis auf das Land der Town Perkins kaufte Christopher Lawson das Gebiet den Indianern im Jahr 1649 ab. Er verkaufte es an die Herren Clark und Lake. Lake siedelte sich in dem Gebiet an und wurde später von Indianern getötet. Ein Fort wurde im Jahr 1754 gegenüber von Swan Island errichtet. Es wurde nach Gouverneur William Shirley benannt. Pownalboro wurde im Jahr 1760 als Town organisiert und nach Thomas Pownall benannt. Für mehr als 30 Jahre war Pownalboro Shire Town des Lincoln Countys. Das ehemalige Court House des Lincoln Countys befindet sich in der Town. Es wurde unter Denkmalschutz gestellt. 1802 wurde das Gebiet in Wiscasset umbenannt.
Die erste Eisenbahn, die auch Wiscasset erreichte, war im Jahr 1871 die Knox and Lincoln Railway. Eigentlich beabsichtigte Henry Ingalls, mit der Wiscasset, Waterville and Farmington Railway, die zunächst Kennebec and Wiscasset Railroad heißen sollte, Wiscasset an die Penobscot and Kennebec Railroad anzubinden. Die Bahnstrecke Wiscasset–Burnham war im Jahr 1895 fertiggestellt. Nach einem Unfall im Jahr 1933 wurde der Verkehr eingestellt. Erst 2002 lebte die Strecke als Museumsbahn unter dem Namen Wiscasset, Waterville and Farmington Railway Museum, Inc. wieder auf.

### Einwohnerentwicklung
| Volkszählungsergebnisse – Town of Wiscasset, Maine | Volkszählungsergebnisse – Town of Wiscasset, Maine | Volkszählungsergebnisse – Town of Wiscasset, Maine | Volkszählungsergebnisse – Town of Wiscasset, Maine | Volkszählungsergebnisse – Town of Wiscasset, Maine | Volkszählungsergebnisse – Town of Wiscasset, Maine | Volkszählungsergebnisse – Town of Wiscasset, Maine | Volkszählungsergebnisse – Town of Wiscasset, Maine | Volkszählungsergebnisse – Town of Wiscasset, Maine | Volkszählungsergebnisse – Town of Wiscasset, Maine | Volkszählungsergebnisse – Town of Wiscasset, Maine |
| Jahr                                               | 1800                                               | 1810                                               | 1820                                               | 1830                                               | 1840                                               | 1850                                               | 1860                                               | 1870                                               | 1880                                               | 1890                                               |
| -------------------------------------------------- | -------------------------------------------------- | -------------------------------------------------- | -------------------------------------------------- | -------------------------------------------------- | -------------------------------------------------- | -------------------------------------------------- | -------------------------------------------------- | -------------------------------------------------- | -------------------------------------------------- | -------------------------------------------------- |
| Einwohner                                          |                                                    | 2083                                               | 2138                                               | 2255                                               | 2314                                               | 2332                                               | 2318                                               | 1977                                               | 1847                                               | 1733                                               |
| Jahr                                               | 1900                                               | 1910                                               | 1920                                               | 1930                                               | 1940                                               | 1950                                               | 1960                                               | 1970                                               | 1980                                               | 1990                                               |
| Einwohner                                          | 1273                                               | 1287                                               | 1192                                               | 1186                                               | 1231                                               | 1584                                               | 1800                                               | 2244                                               | 2832                                               | 3339                                               |
| Jahr                                               | 2000                                               | 2010                                               | 2020                                               | 2030                                               | 2040                                               | 2050                                               | 2060                                               | 2070                                               | 2080                                               | 2090                                               |
| Einwohner                                          | 3603                                               | 3732                                               | 3742                                               |                                                    |                                                    |                                                    |                                                    |                                                    |                                                    |                                                    |

## Kultur und Sehenswürdigkeiten

### Bauwerke
In Wiscasset wurden ein historischer Distrikt und mehrere Bauwerke unter Denkmalschutz gestellt und ins National Register of Historic Places aufgenommen.
Distrikt
- Wiscasset Historic District, 1973 unter der Register-Nr. 73000242.[11]

Bauwerke
- Nickels-Sortwell House, 1970 unter der Register-Nr. 70000078.[12]
- Red Brick School, 1970 unter der Register-Nr. 70000089.[13]
- Capt. George Scott House, 1972 unter der Register-Nr. 72000104.[14]
- U.S. Customhouse (Old Customhouse) and Post Office, 1970 unter der Register-Nr. 70000053.[15]
- Wiscasset Jail and Museum, 1970 unter der Register-Nr. 70000054.[16]

## Wirtschaft und Infrastruktur

### Verkehr
Der U.S. Highway 1 verläuft in ostwestlicher Richtung durch Wiscasset. Von ihm zweigt in südlicher Richtung die Maine State Route 144 und in nördlicher Richtung die Maine State Route 27 sowie die Maine State Route 218 ab.
Wiscasset ist an die Bahnstrecke Portland–Rockland angeschlossen.
Es gibt einen Flughafen in Wiscasset mit der IATA-Kennung ISS.

### Öffentliche Einrichtungen
Es gibt keine medizinischen Einrichtungen oder Krankenhäuser in Wiscasset. Die nächstgelegenen befinden sich in Damariscotta, Bath, Gardiner und Augusta.
In Wiscasset befindet sich die Wiscasset Public Library. Die Bibliothek wurde 1920 gegründet. Zunächst befand sie sich in der Methodistenkirche, bis sie 1929 in ein ehemaliges Wohngebäude umzog, welches von Spendern als Gebäude für die Bibliothek gekauft wurde. Sie ist eine Nachfolgerin der Wiscasset Social Library, die 1799 gegründet wurde und bis ins 19. Jahrhundert aktiv war.

### Bildung
Für die Schulbildung in Wiscasset ist das Wiscasset School Department zuständig.
In Wiscasset befinden sich die Wiscasset Elementary School und die Wiscasset Middle High School.

## Persönlichkeiten

### Söhne und Töchter der Stadt
- Hugh J. Anderson (1801–1881), Gouverneur des Bundesstaates Maine
- Thomas Bowman (1848–1917), Politiker
- Franklin Clark (1801–1874), Politiker
- Leland E. Cunningham (1904–1989), Astronom und Asteroidenentdecker
- Juliana Hatfield (* 1967), Rockmusikerin
- Henry Ingalls (1819–1896), Anwalt und Eisenbahnunternehmer
- John D. McCrate (1802–1879), Politiker
- Thomas Rice (1768–1854), Politiker
- Richard Hawley Tucker (1859–1952), Astronom
- Abiel Wood (1772–1834), Politiker

### Persönlichkeiten, die vor Ort gewirkt haben
- Jeremiah Bailey (1773–1853), Politiker
- Orchard Cook (1763–1819), Politiker
- Anson Herrick (1812–1868), Politiker und Zeitungsverleger
- Samuel E. Smith (1788–1860), Gouverneur von Maine